# Lorenzo Hervás y Panduro
Lorenzo Hervás y Panduro (Horcajo de Santiago, 1º maggio 1735 – Roma, 24 agosto 1809) è stato un gesuita, linguista e filologo spagnolo, considerato uno dei padri della linguistica comparativa e, con Juan Andrés e Antonio Eximeno, uno dei membri più importanti della Scuola Universalista Spagnola del XVIII secolo.

## Biografia
Nato da una famiglia di agricoltori, all'età di 14 anni entrò in un seminario gesuita e a 25 anni fu ordinato sacerdote. Per un certo tempo insegnò filosofia e scienze umanistiche nei seminari di Madrid e di Murcia, poi nel 1764 l'ordine dei gesuiti lo inviò nelle Americhe come missionario. I tre anni trascorsi a contatto con le popolazioni amerinde locali furono fondamentali per sviluppare il suo interesse verso la linguistica.
Quando tornò in Spagna nel 1767 il re Carlo III espulse i gesuiti dal paese. Hervás si rifugiò in Italia, prima a Cesena, dove rimase 15 anni, poi a Roma. Dottissimo umanista, era tenuto in grande considerazione da Papa Pio VII, che gli affidò la direzione della biblioteca del Quirinale. Nel 1799 tornò in Spagna, ma dopo quattro anni rientrò a Roma, rimanendovi per il resto della vita.

## Opere
Scrisse numerose opere, la maggior parte in italiano (alcune poi da lui tradotte in spagnolo). La sua opera maggiore è un trattato di cosmografia, Idea dell'Universo (Cesena, 1778-87, 21 voll. in quarto). Nel 1800-1805 pubblicò in Spagna un catalogo delle lingue allora conosciute, Catálogo de las lenguas de las naciones conocidas, in sei volumi. In quest'opera, in cui riporta le caratteristiche filologiche di 300 lingue e la grammatica di 40, è posta in rilievo la maggiore importanza da attribuire alle affinità di grammatica rispetto a quelle lessicali. Il primo volume, dedicato ai popoli e alle lingue delle Americhe, è considerato la migliore trattazione fatta fino ad allora di tale area linguistica. Il secondo volume è dedicato alle lingue delle isole dell'oceano Indiano e del Pacifico. I rimanenti volumi sono considerati di livello inferiore.
Friedrich Max Müller gli attribuisce il meritò di aver anticipato Alexander von Humboldt nel fare "una delle scoperte più brillanti della storia della scienza del linguaggio" stabilendo l'affinità tra le famiglie linguistiche malesi e polinesiane, oggi riunite nell'unica famiglia delle lingue maleo-polinesiache.
Altre opere:
- De vantaggi e esvantaggi dello stato temporale di Cesena (1776);
- Virilità dell'Uomo (4 voll., 1779-80);
- Vecchiaja e morte dell'Uomo (1780);
- Viaggio estatico al Mondo planetario;
- Storia della Terra (1781-83, 6 voll.);
- Origine, formazione, mecanismo ed armonia degl'Idiomi (1785);
- Vocabolario, Poliglotto, con prolegomeni sopra più de CL lingue (1787);
- Saggio practicco delle Lingue con prolegomeni e una raccolta di orazioni dominicali in più di trecento lingue e dialetti (1787).

Dedicò una parte importante della sua attività intellettuale allo sviluppo di metodi di insegnamento per i sordomuti. Il suo libro La escuela española de sordomudos, pubblicato nel 1795, è considerato un precursore degli studi moderni sui sordomuti e sul linguaggio dei segni.